# アドベントカレンダー

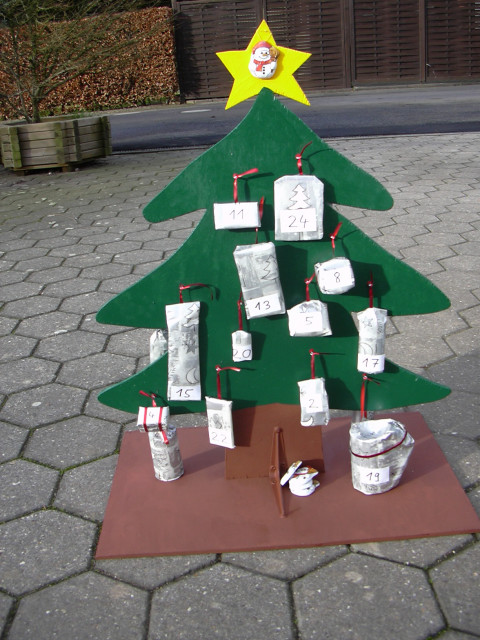
手作りのアドベントカレンダーの例

アドベントカレンダー (Advent calendar) は、クリスマスまでの期間に日数を数えるために使用されるカレンダーである。待降節の期間（アドベント、イエス・キリストの降誕を待ち望む期間）に窓を毎日ひとつずつ開けていくカレンダーである。すべての窓を開け終わると迎えたことになる。
ただし毎年変化するアドベントの期間に関わらず、実際には12月1日から開始し24個の「窓」がある場合が多い。アドベントカレンダーは、窓を開くと写真やイラスト、詩や物語の一編、チョコレートなどのお菓子、小さな贈り物等が入っていることが多い。宗教色の強いものもあれば、単に娯楽用のものもある。

## 歴史
アドベントカレンダーの起源は、19世紀初頭よりドイツ・ルーテル派がクリスマス前の24日間を数えるために始めたとされる。ドアに毎日チョークで印をつけたことから始まったとすることもある。アドベントリースの様に毎日ロウソクを灯していったり、毎日新しい宗教画を壁に掛けていくと言う習慣の家庭もあった。

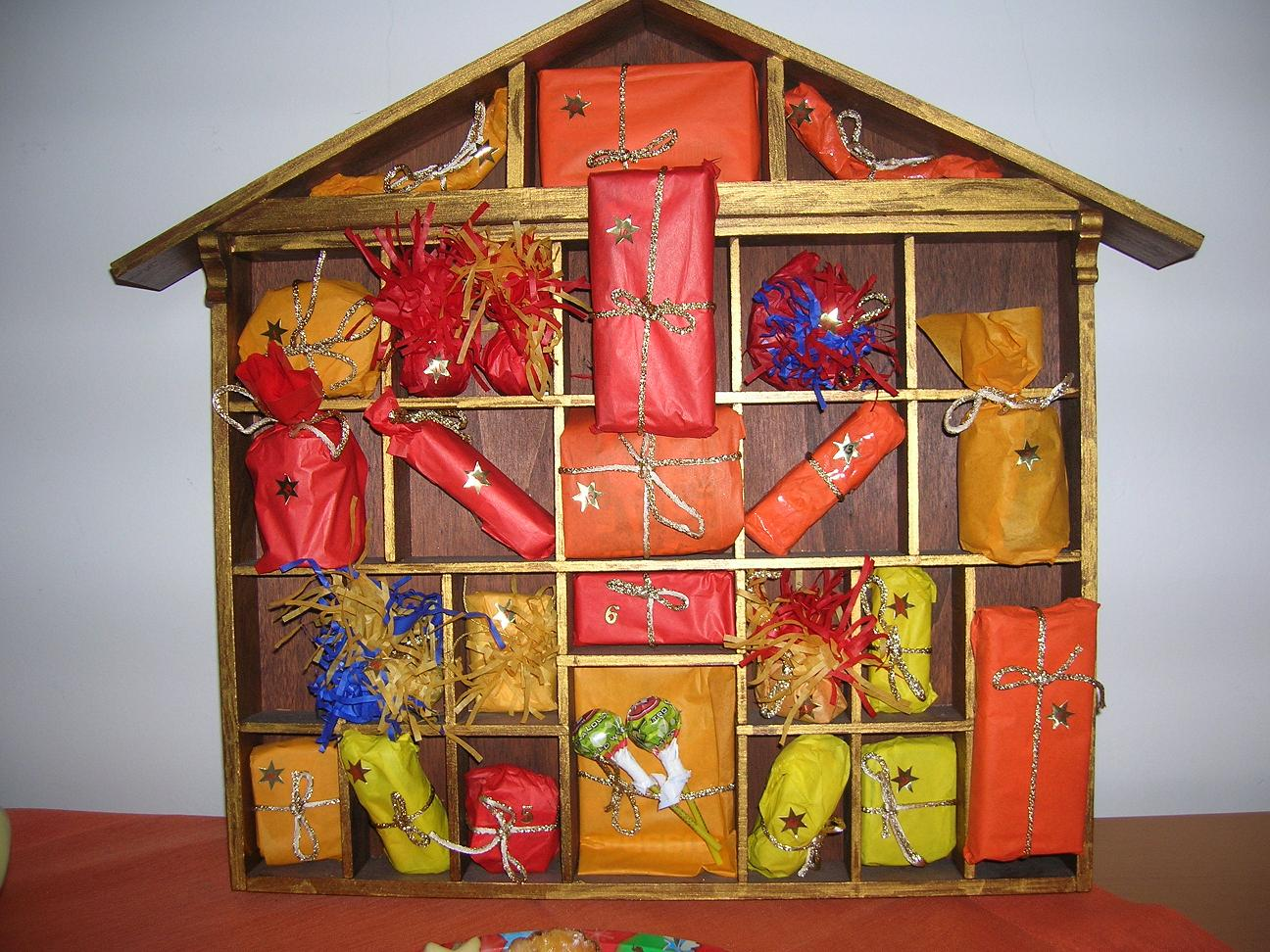
娯楽用のアドベントカレンダー（毎日プレゼントを開けていく形式）

最も古いアドベントカレンダーとして知られているのは1851年の手作りのものである。オーストリア・ニーダーエスターライヒ州の州立博物館によると、最も古い印刷されたアドベントカレンダーは、1902年か1903年にハンブルクで印刷されたものである。

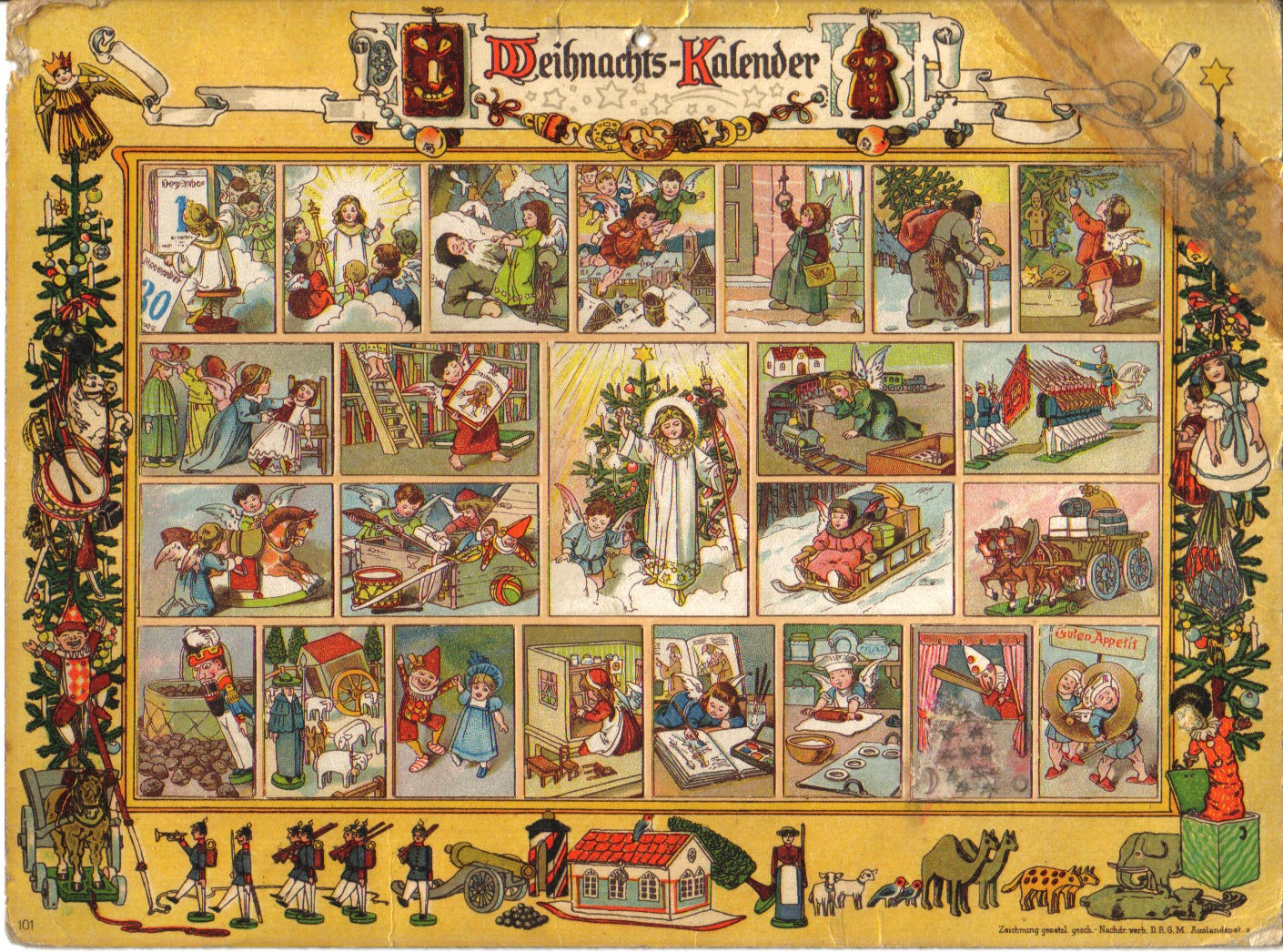
ゲルハルト・ラング社（ドイツ語版）『Im Lande des Christkinds(クリストキントの国)』 1903年
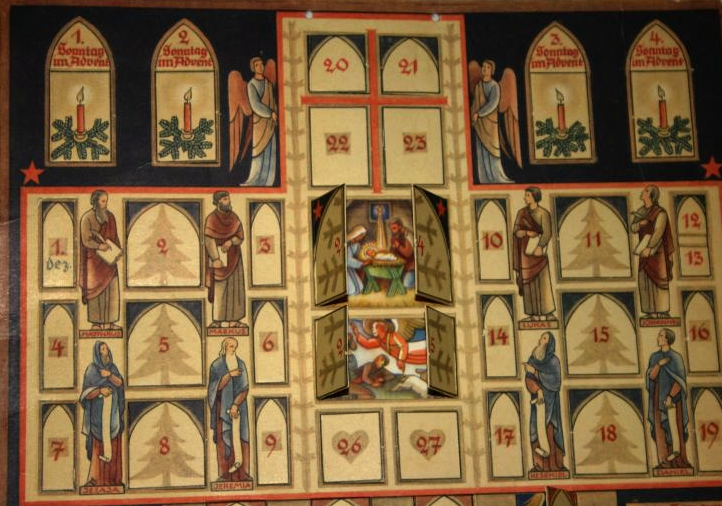
24番目のドアの後ろにキリストの降誕場面、25番目のドアの後ろに羊飼いたちの訪問（英語版）等、キリスト教の教えを現した『クリスマスの秘密』パウラ・ヨルダン（ドイツ語版）作
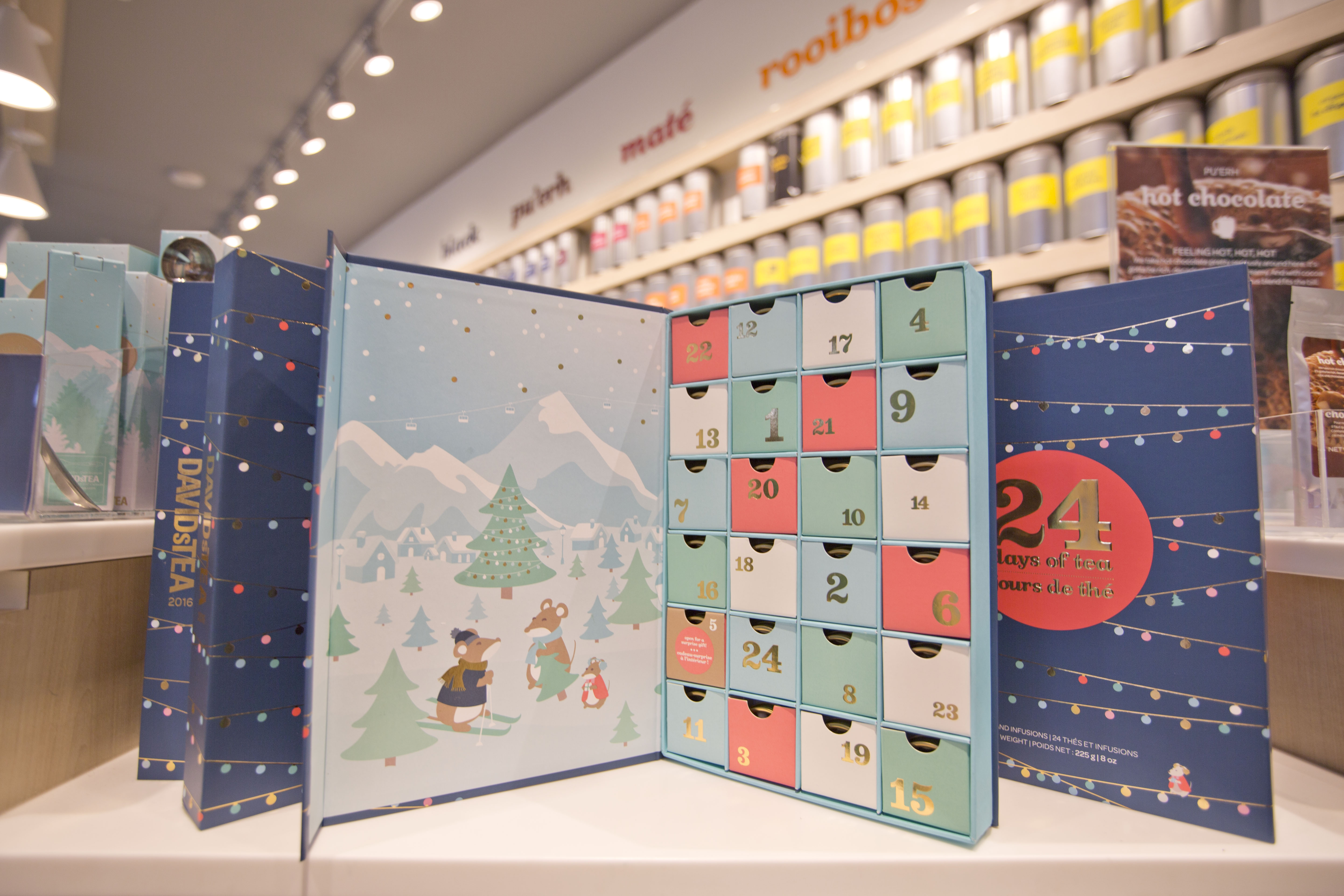
いろんなお茶入り
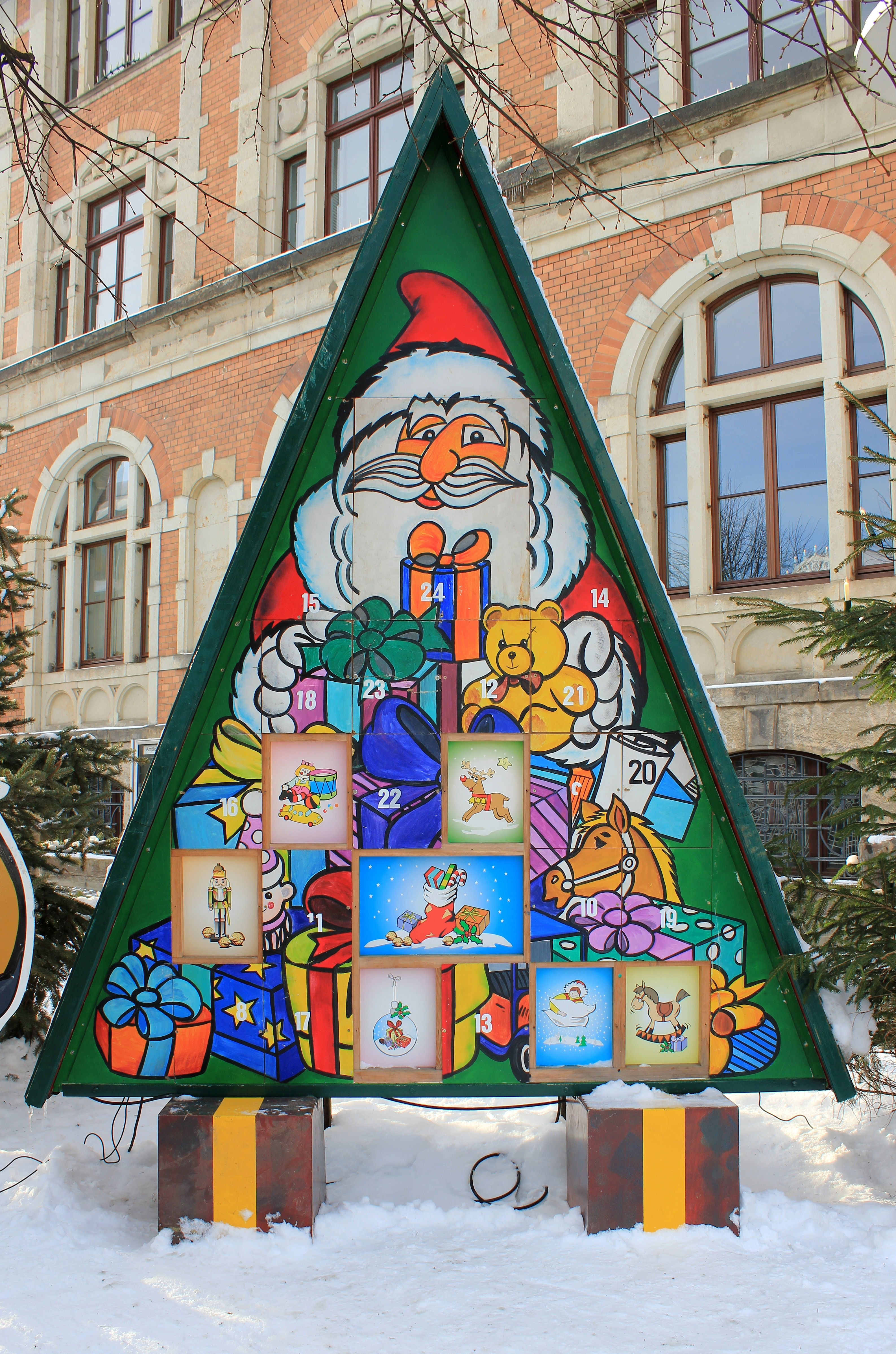
ドイツのアドベントカレンダー
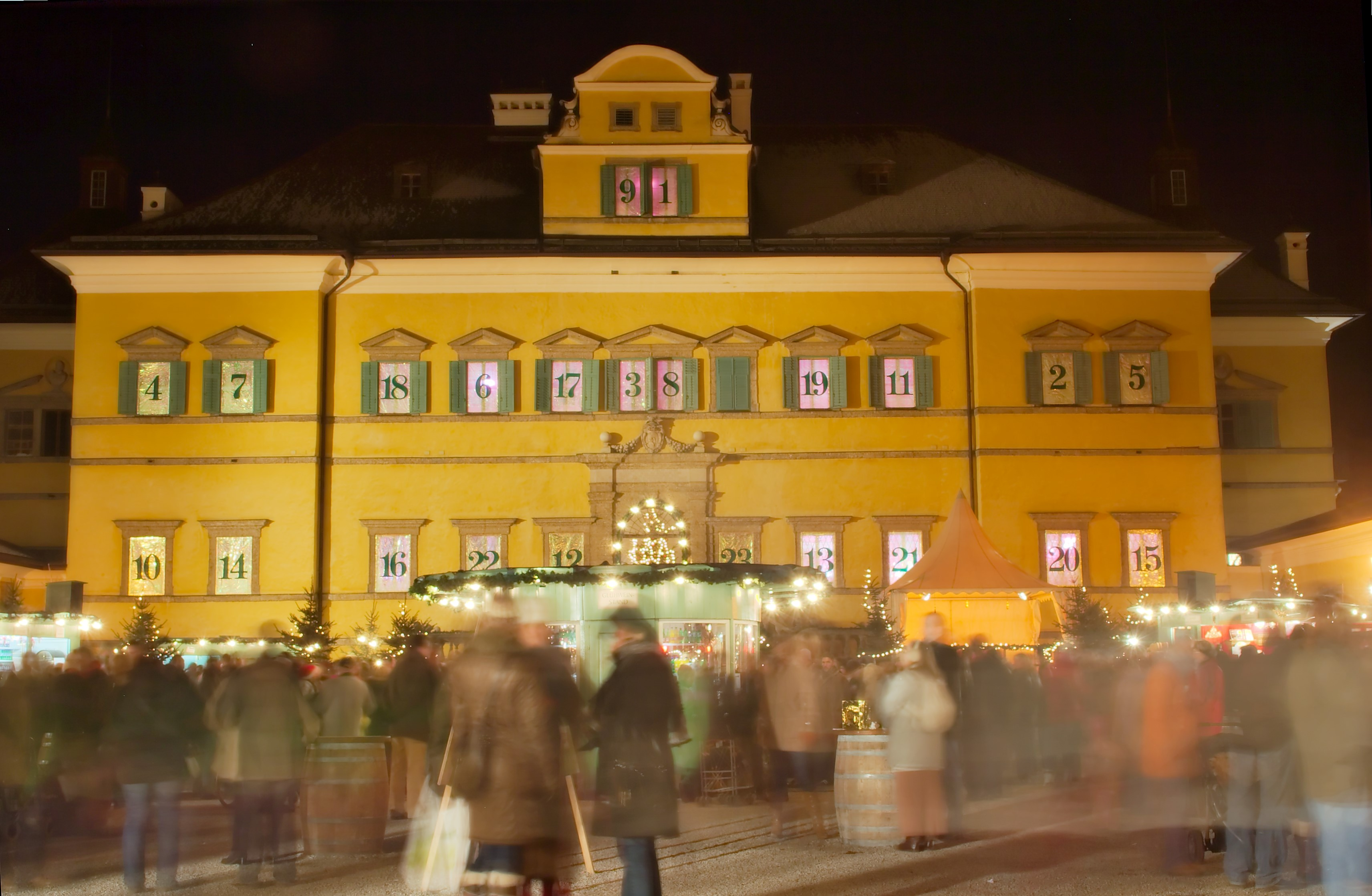
オーストリアのヘルブルン宮殿の窓を使ったクリスマスマーケットのイベント
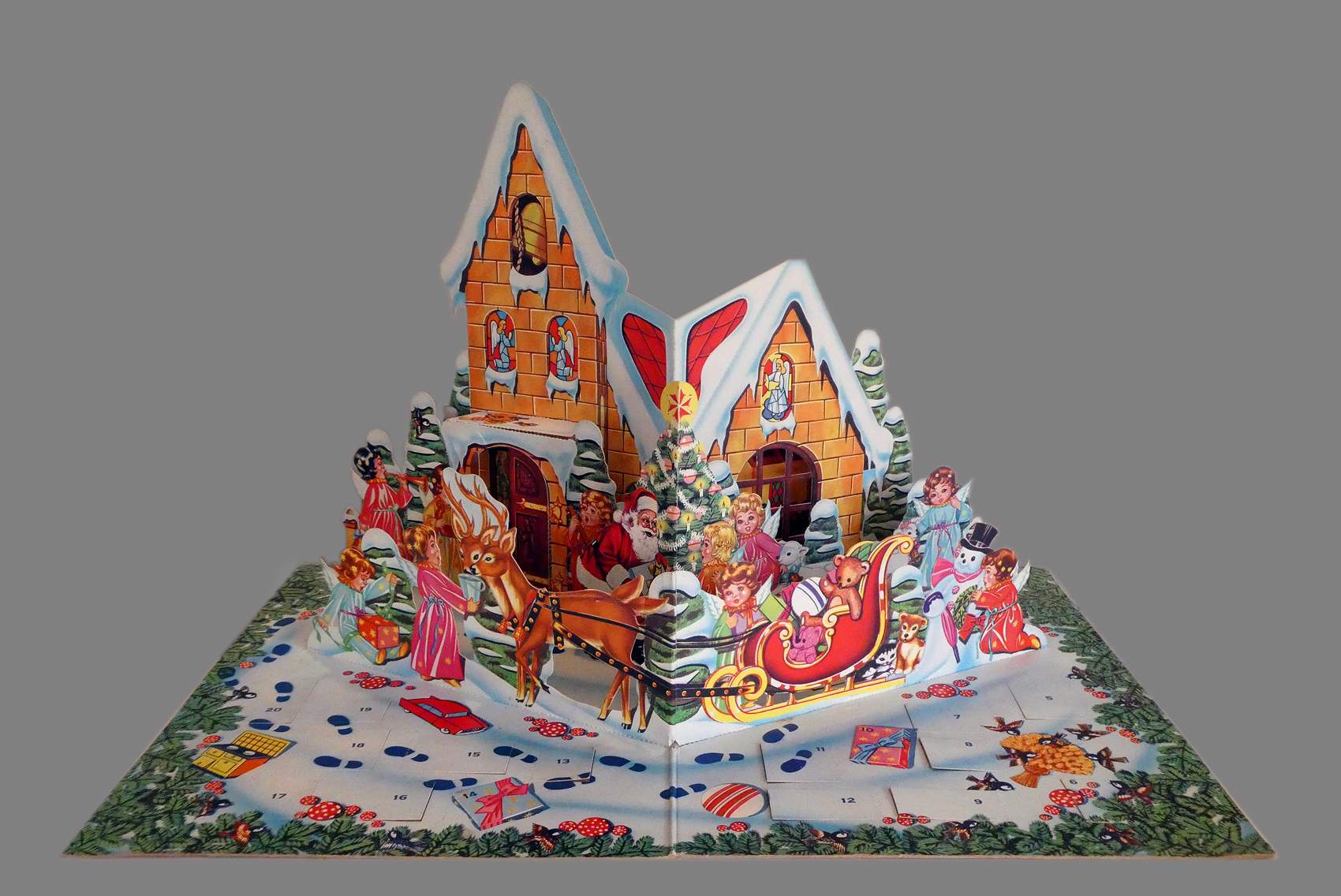
カールセン出版社ポップアップ・ブック1959年

## ユール・カレンダー
ノルウェー、デンマーク、スウェーデン、アイスランド、フィンランドなどの北欧の国々では、アドベントカレンダーのことを「ユール・カレンダー（Julekalender）」等と呼んでいる。またユール・カレンダーはテレビやラジオ番組として12月1日から24日まで放送される習わしがある。子供も大人も楽しめる番組構成になっていることが多い。

## 企画としてのアドベントカレンダー
インターネット上などで、12月の1日から25日までに、特定のテーマに沿って毎日ブログなどに記事を投稿していくという企画がある。元々のアドベントカレンダーになぞらえて、この企画もアドベントカレンダーと呼ばれている。特にプログラミングに関連するアドベントカレンダーの企画が多数行われている。
複数人が順に記事を書く方式がある。複数人実施の場合は、カレンダーを管理するサイトを軸に特定のテーマ（プログラミング言語や使用する技術など）を決めて参加者を募り、順に投稿を行うという形式がある。
参加者が多い場合、クリスマスを超えて12月の終わりやそれ以上続くこともあり、1年続いた例もある。一方で、一人が毎日記事を書く方式もある。「アドカレ」という短縮名で呼ぶこともある。
2012年にはQiitaの内部にあるアドベントカレンダー用の管理サイトが本格的に開始し、同じ年に同様のサイトであるAdventarも開始している。これ以降では、以上の2つのサービスが多く使われている。
2010年の時点ではプログラミング言語に関するアドベントカレンダーが多く、その数は数十程度であった。その後は題材も年々多様化していき、以下のようなアドベントカレンダーも多く存在する。2017年には約1000個程度のアドベントカレンダー企画が作成された。
- プログラミング言語、フレームワークなど、IT関連の各種技術
- 企業（特定企業の社員が投稿する）
- 大学などの学校
- IT系に限らない、マンガ・アニメ・ゲームなどの題材